# Niek Kimmann
Niek Kimmann, né le 20 mai 1996 à Lutten, est un coureur cycliste néerlandais, spécialiste du BMX. Il est un des coureurs les plus titrés de sa génération.
Lors des Jeux olympiques de Tokyo de 2020, il devient champion olympique de BMX. En 2015, 2016 et 2021, il est triple champion du monde. Il compte également deux titres de champion d'Europe en 2019 et 2023, ainsi qu'un titre de champion d'Europe du contre-la-montre par équipes en 2023. Kimmann a également remporté la Coupe du monde à deux reprises en 2018 et 2019, trois titres de champion des Pays-Bas (2017, 2018 et 2019) et deux titres mondiaux chez les juniors en 2014.

## Biographie
Niek Kimmann, né à Lutten, commence le BMX à l'âge de sept ans après avoir suivi l'entrainement d'un camarade de classe. Il s'entraîne avec son jeune frère Justin sur une piste que son père avait construite dans leur propre ferme à Lutten. En 2013, lors de sa première année chez les juniors (17/18 ans), il décroche deux médailles de bronze aux championnats du monde et d'Europe. L'année suivante, il domine sa catégorie d'âge en devenant double champion du monde (sur la course et le contre-la-montre) et champion d'Europe. En août 2014, avec Wiebe Scholten, il remporte une médaille de bronze dans l'épreuve par équipe masculine aux Jeux olympiques de la jeunesse. 
En 2015, à 19 ans, pour sa première année chez les élites, il réalise des débuts fracassants. Il gagne au début de l'année, une manche de la Coupe du monde à Papendal, puis devient champion du monde à Zolder, en Belgique,. Kimmann est le deuxième néerlandais champion du monde de BMX, après Robert de Wilde, titré en 1999. Il est également le plus jeune champion du monde de l'histoire du BMX. Durant ces mondiaux, il est également vice-champion du monde du contre-la-montre en BMX, devancé de 0,076 secondes par le Français Joris Daudet. En récompense de cette saison, il est l'un des trois nommés pour le titre de sportif néerlandais de l'année, qui est finalement remporté par le patineur de vitesse Sjinkie Knegt.
Au cours de l'année olympique 2016, il remporte l'or sur le contre-la-montre individuel lors des mondiaux à Medellín, en Colombie. Cela lui permettait d'être le dernier champion du monde dans cette discipline. Pendant la course, il atteint une nouvelle fois la finale, mais ne parvient pas à prolonger son titre mondial, terminant deuxième à 0,048 secondes de Joris Daudet. Il est ensuite sélectionné pour ses premiers Jeux olympiques en 2016. A Rio de Janeiro, il se classe septième de la finale où son compatriote Jelle van Gorkom remporte la médaille d'argent. Kimmann, qui est tombé en quarts de finale, se blessant au ligament de la cheville et à un os métatarsien, doit se remettre de ses blessures entre août 2016 et février 2017. 
En janvier 2018, la grave chute de son ami et collègue Jelle van Gorkom alors qu'ils s'entraînaient l'a profondément marqué. Après une année 2017 pour retrouver sa forme, cette année 2018, est mitigée pour Kimmann. Il remporte quatre manches et le général de la Coupe du monde, mais rate la finale du championnat du monde à Bakou en raison de crampes en demi-finales. Un an plus tard, il remporte l'argent au championnat du monde derrière son compatriote Twan van Gendt et devient champion d'Europe. Il gagne pour la deuxième année la Coupe du monde avec le total de points le plus élevé (1180 pts) de l'histoire, s'adjugeant six des dix manches.
Début 2021, il quitte l'équipe nationale néerlandaise à Papendal pour le Centre mondial du cyclisme UCI à Aigle, pour être entraîné par l'ancien champion du monde Liam Phillips. Quelques jours avant les Jeux olympiques de 2020, reportés en août 2021 en raison de la pandémie de Covid-19, il percute un officiel de piste lors d'un tour d'entraînement sur de la piste de BMX, ce qui lui cause une petite fracture de la rotule. Le 30 juillet, il devient champion olympique de BMX après un départ au couloir 8, son préféré. Il s'impose devant Kye Whyte et Carlos Ramírez. Après les Jeux olympiques, il confirme qu'il continuerait à courir en BMX, mais il n'exclut pas la possibilité de rejoindre l'équipe néerlandaise de cyclisme sur piste à l'avenir. Trois semaines plus tard, il remporte son troisième titre mondial, à domicile, au Centre sportif Papendal.
En 2023, il décroche deux nouveaux titres aux championnats d'Europe. En 2024, il gagne deux manches de Coupe du monde à Tulsa et termine deuxième des mondiaux entre les deux Français Joris Daudet et Sylvain André. En juin, à quelques semaines des Jeux olympiques de Paris, il annonce souffir d'une inflammation cardiaque et doit renoncer aux Jeux, où ils étaient annoncés comme l'un des favoris.

## Palmarès en BMX

### Jeux olympiques
- Rio 2016
  - 7e du BMX
- Tokyo 2020
  -  Champion olympique de BMX

### Championnats du monde
- Auckland 2013
  -  Médaillé de bronze du contre-la-montre de BMX juniors
- Rotterdam 2014
  -  Champion du monde de BMX juniors
  -  Champion du monde du contre-la-montre de BMX juniors
- Heusden-Zolder 2015
  -  Champion du monde de BMX
  -  Médaillé d'argent du contre-la-montre de BMX
- Medellin 2016
  -  Champion du monde du contre-la-montre de BMX
  -  Médaillé d'argent du BMX
- Heusen-Zolder 2019
  -  Médaillé d'argent du BMX
- Papendal 2021
  -  Champion du monde de BMX
- Rock Hill 2024
  -  Médaillé d'argent du BMX

### Coupe du monde
- 2013 : 71e du classement général
- 2014 : 28e du classement général
- 2015 : 2e du classement général, vainqueur de la manche de Papendal
- 2016 : 27e du classement général
- 2017 : 8e du classement général
- 2018 : 1er du classement général, vainqueur de quatre manches
- 2019 : 1er du classement général, vainqueur de six manches
- 2020 : 7e du classement général, vainqueur d'une manche
- 2021 : 30e du classement général
- 2022 : 26e du classement général, vainqueur d'une manche
- 2023 : 4e du classement général
- 2024 : 3e du classement général, vainqueur de deux manches

### Championnats d'Europe
- 2013
  -  Médaillé de bronze du BMX juniors
- 2014
  -  Champion d'Europe de BMX juniors
- 2019
  -  Champion d'Europe de BMX
- 2023
  -  Champion d'Europe de BMX
  -  Champion d'Europe du contre-la-montre par équipes en BMX

### Coupe d'Europe
- 2014 : 2e du classement général juniors
- 2015 : 2e du classement général, vainqueur de trois manches
- 2017 : 16e du classement général, vainqueur de deux manches
- 2018 : 2e du classement général, vainqueur de trois manches
- 2019 : 2e du classement général, vainqueur de deux manches
- 2021 : 10e du classement général

### Jeux olympiques de la jeunesse d'été
- 2014
  -  Médaillé de bronze par équipes

### Championnats des Pays-Bas
- Champion des Pays-Bas de BMX : 2017, 2018 et 2019

## Distinctions
- UEC Hall of Fame[14]